# Quitzowhaus

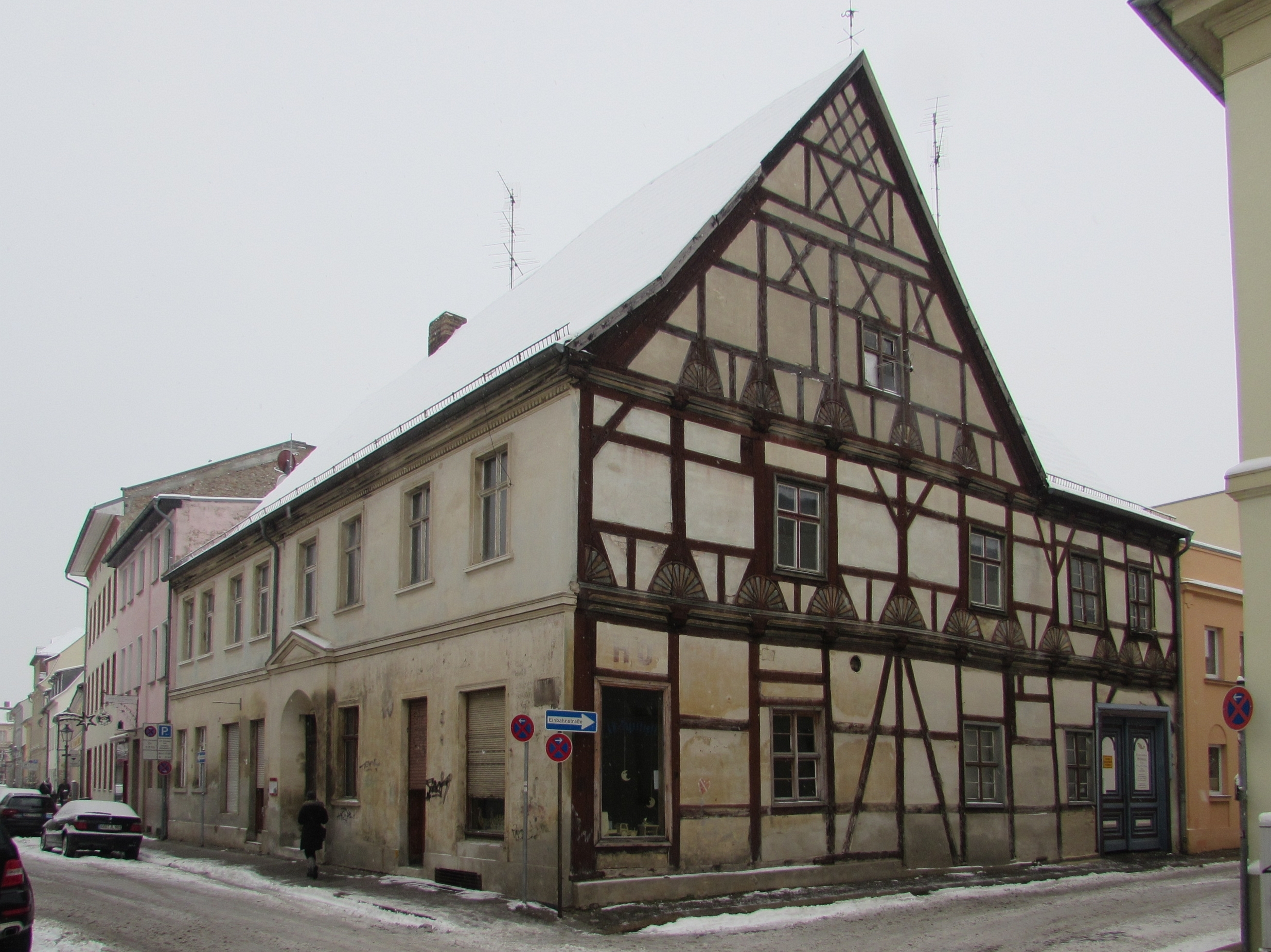
Das Quitzowhaus Bäckerstraße, Ecke Schusterstraße, 2014

Das sogenannte Quitzowhaus ist ein Fachwerkhaus aus der Renaissance in der Stadt Brandenburg an der Havel und Baudenkmal.

## Geschichte
Das Quitzowhaus wurde 1577 bis 1578 in der mit Braugerechtigkeit ausgestatteten Eckparzelle Bäckerstraße/Schusterstraße in der Altstadt Brandenburg über einem vorbestehenden zweiräumigen Keller errichtet. Adresse des Bauwerks ist Bäckerstraße 11. Das Haus ist das einzige erhaltene Fachwerkhaus der Bauepoche Renaissance, welches mit Schmuckfachwerk niedersächsischer Prägung ausgestattet ist, in Brandenburg. Sichtbar erhalten geblieben ist dieses Fachwerk nur an der Fassade in der Schusterstraße. Die Fassade zur Bäckerstraße wurde im frühen 19. Jahrhundert baulich verändert und wie viele Fachwerkbauten der Stadt Brandenburg im ausgehenden 19. Jahrhundert beziehungsweise vor 1912 verputzt. Dabei ging ein steinernes Renaissanceportal verloren.
Die Herkunft des Namens Quitzowhaus, der auf das alte brandenburgische Adelsgeschlecht der Quitzows anspielt, ist nicht belegt.

## Bauwerk
Das zweistöckige Gebäude steht traufständig zur Bäcker- und giebelständig zur Schusterstraße. Die Fassade zur Bäckerstraße ist grau verputzt. Schmuckelemente sind ein Gesims, welches die Stockwerke äußerlich sichtbar trennt und ein schlichtes Traufgesims. Das Portal ist rundbogig und zweigt eine dreiecksgiebligen Verdachung. Es wird über zwei steinerne Treppenstufen erreicht. Neben dem Portal gibt es zwei weitere Eingänge zu Ladengeschäften. Die Rechteckfenster sind profiliert umrandet.
Zur Schusterstraße ist die Fassade noch in ihrem alten Zustand erhalten geblieben. Das Fachwerk ist dort unverputzt. Auffälligkeiten sind mehrere farbige geschnitzte Fächerrosetten, Kehlbalken, Andreaskreuze und profilierte Holzbalkengesimse zwischen den Stockwerken. Zur Schusterstraße befindet sich eine Toreinfahrt auf den Hof in einem kurzen Seitenflügel. Die in das Fachwerk eingearbeiteten Rechteckfenster sind schlicht. Das schlichte Satteldach ist mit einfachen Dachziegeln eingedeckt.